# 猛獅24.310
猛獅24.310（英語：MAN 24.310）是一款由猛獅車廠設計的低地台雙層巴士，由猛獅24.350修改而來，原本為城巴的需求而設計，但最後為九龍巴士及冠忠巴士使用。

## 概要
城巴於1997年引進一輛猛獅24.350試用後感到滿意，於是訂購62輛同系的猛獅24.310，城巴為新訂購的新車分別選配荷蘭Berkhof及澳洲傲群設計的車身。這批新車根據城巴操作猛獅24.350的經驗，把引擎輸出馬力由350匹調低為310匹，以適應城巴的營運環境並節省燃油開支，車身也特別為城巴的需求而設計。可是1999年香港政府為保護鐵路公司的投資收益，於是對專營巴士公司實施車輛配額限制，規限巴士公司的車隊規模，導致在1997年至1998年間大量訂購新車的城巴車輛數量超標，於是城巴只好放棄已訂購的猛獅24.310巴士。這批被城巴放棄的猛獅24.310，有32輛已經在荷蘭的Berkhof車身廠完成車身的組裝並準備運往香港，所以猛獅車廠與香港代理商便須要為這批已完成的猛獅24.310尋找新買家。最後有30輛交由九龍巴士接手，另有一輛交付予非專利的冠忠巴士，還有一輛由猛獅車廠保留作研究用途。至於城巴另一批交由澳洲Volgren裝配CR223LD車身的猛獅24.310，其中兩輛（後來九龍巴士的AMN34/KR1850及AMN35/KR2164）已於取消訂單時生產完成，後來也獲得九龍巴士接收。

## 應用

### 冠忠巴士
香港最大規模的非專利巴士公司冠忠巴士於1999年購入一輛裝配Berkhof車身的猛獅24.310，領取車牌JN4886後，於2000年投入服務。這輛猛獅雙層巴士原為城巴的訂單，所以全車的配備都是根據城巴的標準，冠忠巴士接收這輛巴士後，只替它的車身重新漆上冠忠巴士的色彩，巴士仍然保留城巴選配的LITE Vision電子目的地顯示屏、紅色的扶手及城巴規格的Fainsa Cosmic絲絨座椅，也沒有安裝輪椅斜板。
另外，根據猛獅車廠在香港的代理商合德汽車的說法，早於1998年中巴被政府撤銷巴士專營權的時候，冠忠巴士與合德汽車的母公司大昌集團曾經計劃合作，競投中華巴士撤出後的巴士路線專營權，當時冠忠巴士已經打算購買一輛猛獅雙層巴士作為取得專營權後提供服務的樣辦車。雙方都希望透過冠忠在巴士營運的經驗，加上合德汽車能夠提供可靠的猛獅巴士車源，達致取得巴士專營權的雙贏方案，可是巴士的專營權最終落入新世界集團旗下的新世界第一巴士手上，但冠忠巴士仍購入一輛猛獅雙層巴士作為自用。
這輛猛獅24.310自從被冠忠巴士購入後，長期是冠忠巴士唯一一輛雙層巴士。此車平日主要行駛香港國際機場的員工接駁巴士路線K2B，另於早上及下午部份時間支援冠忠巴士屬下公司新大嶼山巴士的東涌區內路線。最後該車因為波箱損壞，加上車齡已高，因此不作修復而於2015年7月退役。冠忠巴士其後分配新購入的猛獅A95予新大嶼山巴士取代此車的位置。

### 九龍巴士

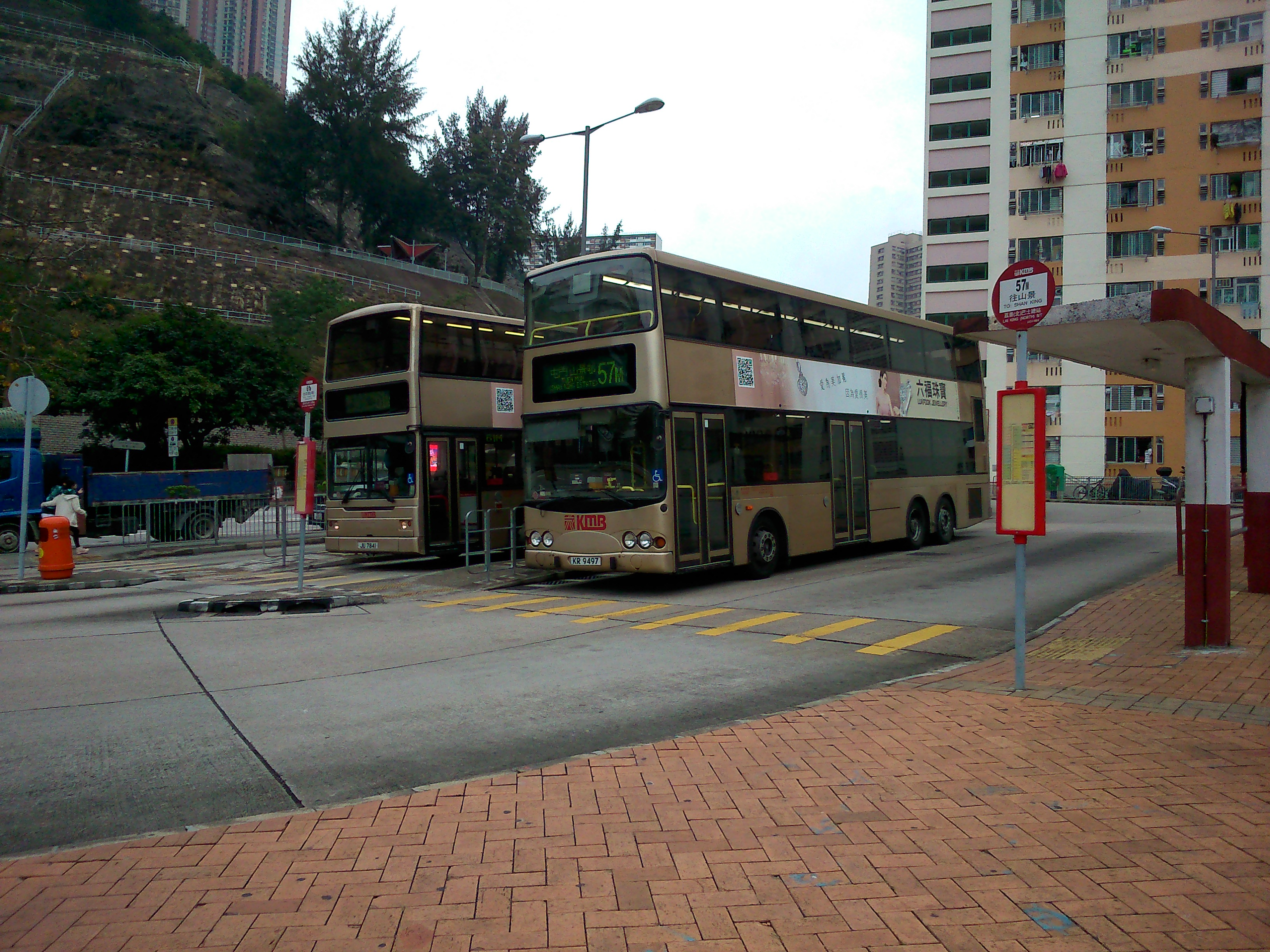
九龍巴士兩輛分別裝配Berkhof車身（圖左）及Volgren車身（圖右）的MAN24.310同時停泊於荔景（北）巴士總站

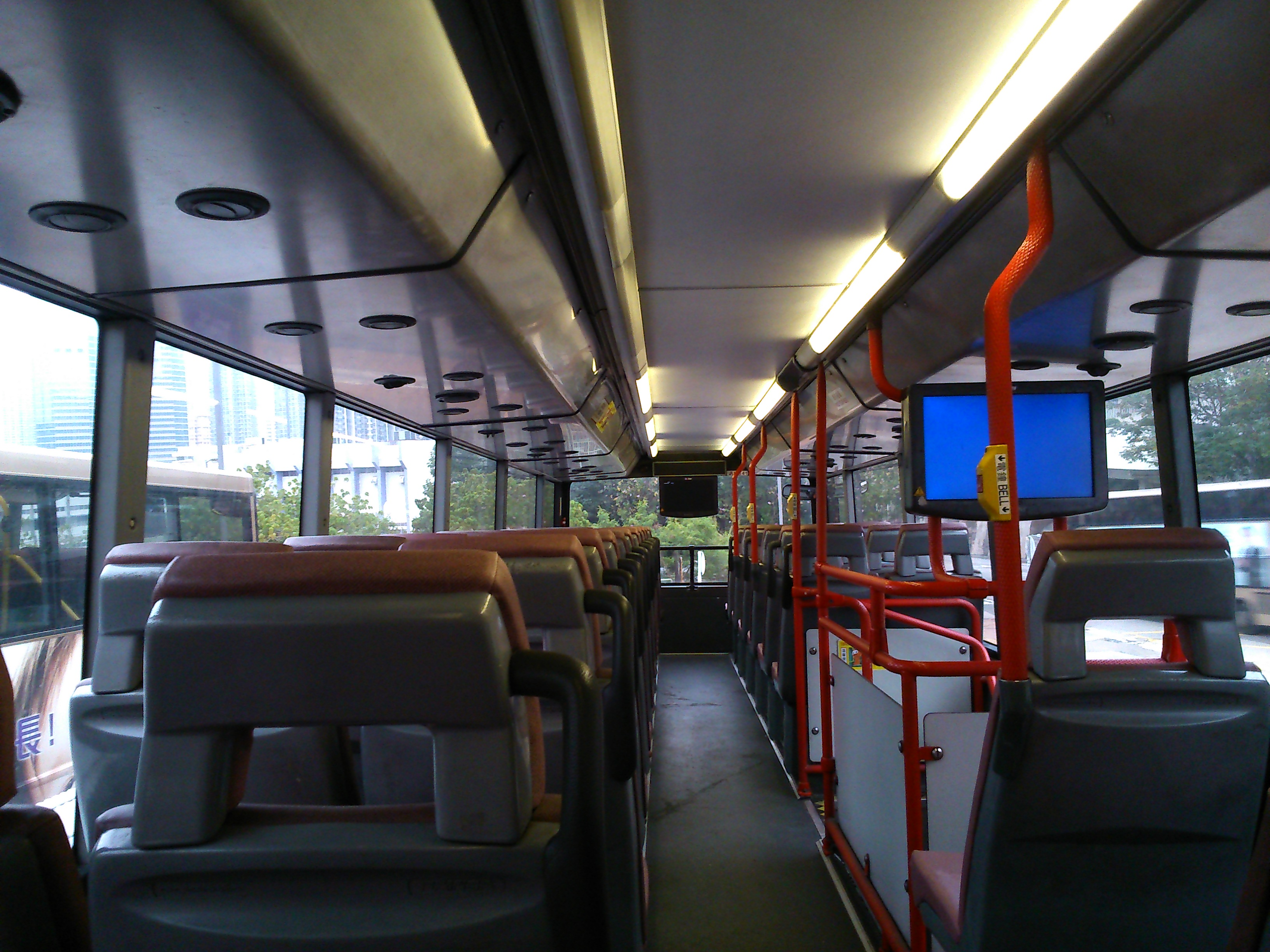
九龍巴士裝配Berkhof車身的MAN24.310上層內部，由於樓梯靠近車身中部，樓梯前方可設置較多排座位

九龍巴士共接收了32輛遭城巴取消訂單的猛獅24.310，其中30輛裝配荷蘭Berkhof車身的猛獅巴士（AMN1-30）於2000年投入服務。另有兩輛在澳洲製造底盤及裝配Volgren CR223LD車身的猛獅巴士（AMN34、35），由澳洲傲群車廠保管三年後移交九龍巴士，並於2002年投入服務；九龍巴士後來加訂15輛裝配Volgren車身的猛獅24.310。
這47輛巴士均屬於屯門車廠，並全數行走屯門區路線，包括57M、58X、60M、61M、61X、66X、67X、259E及261線。

#### Berkhof車身

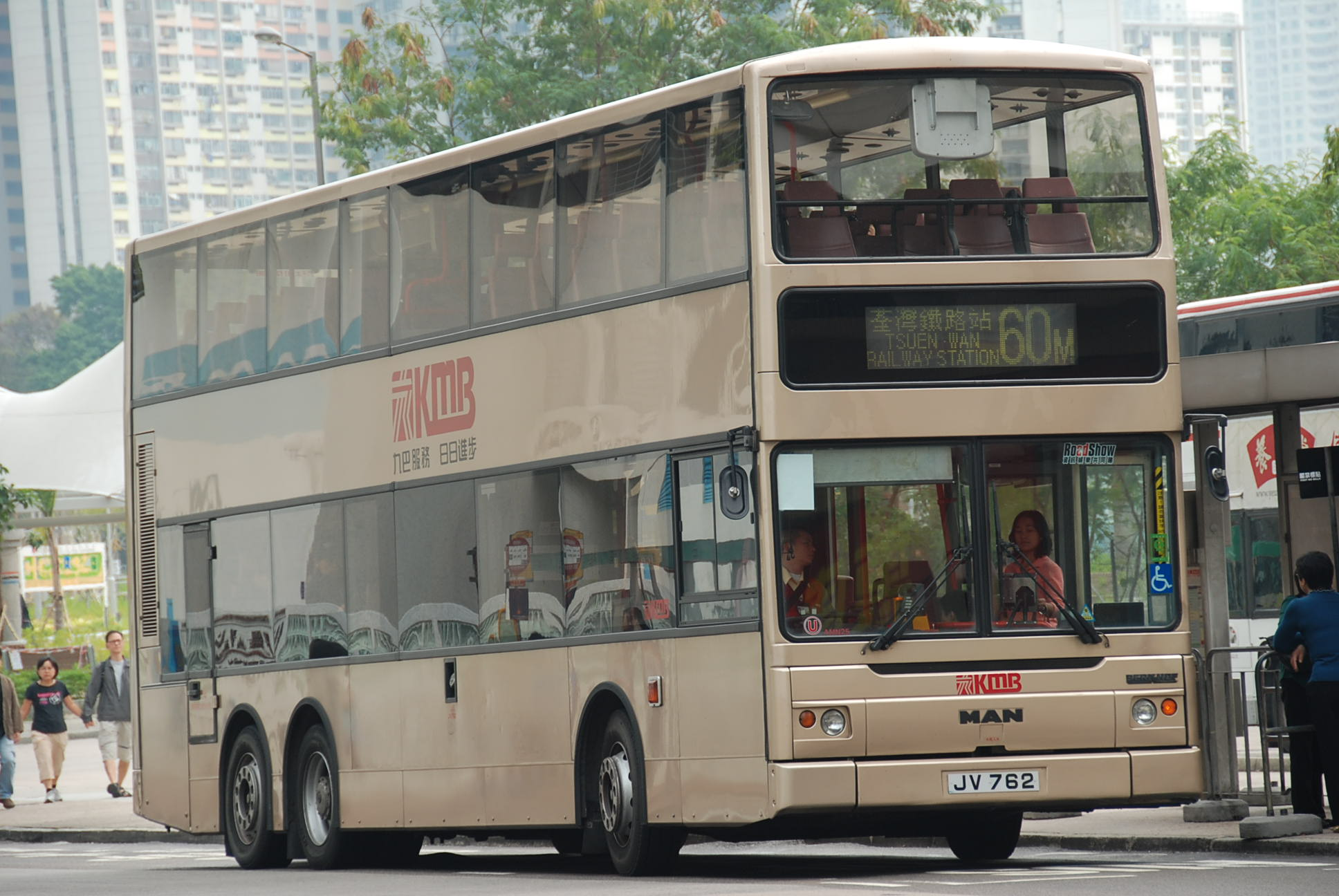
九龍巴士裝配Berkhof車身的MAN24.310，車身車隊編號AMN25

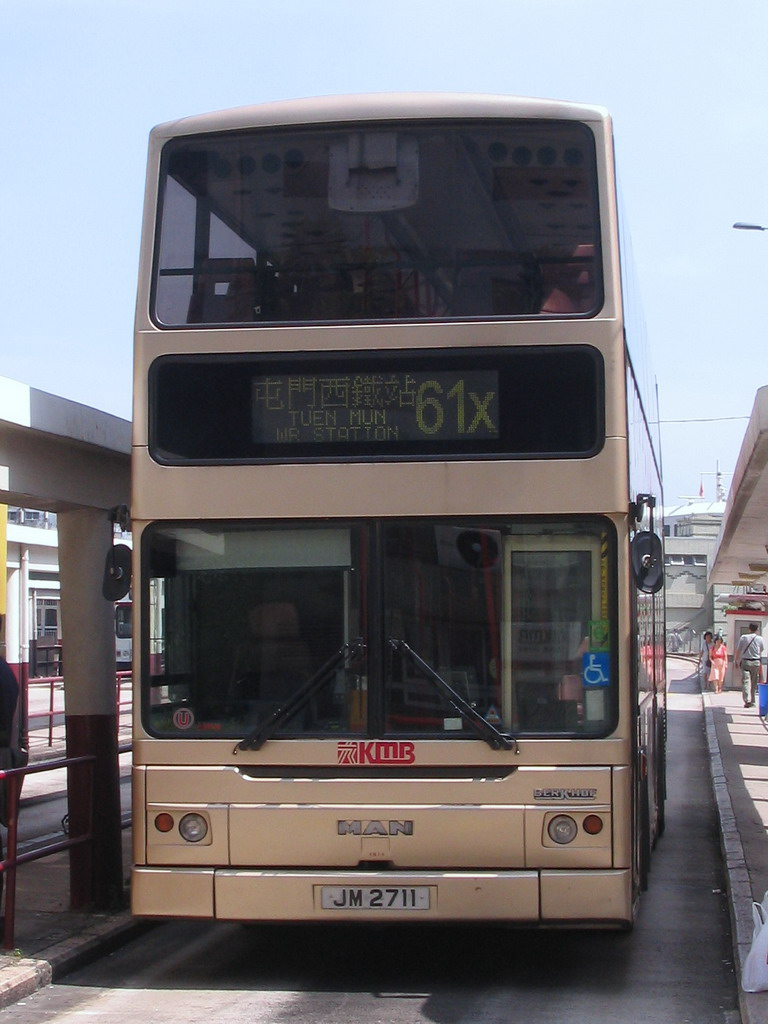
九龍巴士配Berkhof車身的MAN24.310頭幅

九巴配Berkhof車身的猛獅24.310，分為兩批交付。第一批20輛以城巴的車身色彩及配備從荷蘭運抵香港，然後在香港按九巴需求進行改裝。另外10輛則按照九龍巴士標準改裝後才運抵香港。因為城巴取消訂單時，這30輛裝配Berkhof車身的猛獅24.310已接近完成，因此車廂需要進行大量改裝以符合九龍巴士的要求。全車除車身結構和底盤外，只有紅色的扶手和LITE Vision的電子顯示屏被保留，車廂內部則重新粉飾。城巴標準的Fainsa Cosmic無頭枕絲絨座椅被換成粉紅皮有頭枕座椅，並在部份座椅加裝安全帶，輪椅位設於上車門，但城巴裝設另款輪椅登車板，九龍巴士折除輪椅登車板，加裝手動輪椅斜板。九龍巴士並加上標貼，車身則脫去城巴的紅黃藍三色，改為漆上九龍巴士標準的香檳金色。由於Berkhof設計的車身外形四四方方，加上九龍巴士的金色色彩後，令這批裝配Berkhof車身的猛獅24.310被稱為「金磚」或「棺材車」。
這批巴士的車廂佈局獨特，城巴特意要求把連接上下層的樓梯設於全車的中間，樓梯的下層對正中門，樓梯的下方設有三張座椅，與城巴同時期購入裝配都普車身的丹尼士三叉戟12米市區版雙層巴士甚為相似。下層車頭的前軸輪拱上設有面向車頭的雙人座位，為九龍巴士車隊中罕見的設計。由於底盤原為旅遊巴士設計，所以低地台區域只設於車頭至中門間的範圍，中門以後便需架起一個平台，乘客要經過兩級梯級才能走到車廂的後半部，不過升高地台後卻讓所有座椅都能夠面向前方。
這批巴士使用MAN D2866 LOH-25柴油引擎，馬力310匹，扭力達1,250Nm，符合歐盟二期排放標準，配用ZF 5HP590的全自動波箱。猛獅車廠出品的柴油引擎為世界知名，而D28系列引擎更是該車廠的皇牌產品，城巴的猛獅24.350更以大馬力成為車隊中的新星，所以城巴對這批巴士寄予厚望，亦因此，巴士的波箱選擇掣只設有DNR三個按鈕。當九龍巴士接收這批巴士後，在屯門公路「大上大落」的路面行走時，發現行車表現未如理想，於是九龍巴士代替這批巴士加上1、2和3鎖波掣，行車表現因此改善不少。不過Berkhof設計的車身也有不足之處，巴士的駕駛座位置低，但倒後鏡卻在車窗較高位置，導致觀看倒後鏡需要仰頭而較為不便。

#### Volgren車身
城巴訂購的猛獅24.310，有一批選用澳洲傲群車廠（Volgren）的CR223LD車身，當城巴放棄訂單時，其中兩輛採用傲群車身的巴士已經完成組裝，並滯留在傲群車廠。由於九龍巴士對來自城巴放棄訂單的Berkhof車身猛獅24.310感到頗為滿意，於是向傲群購入這兩輛猛獅24.310（AMN34、35）。這兩輛巴士的CR223LD車身設計修改自城巴在1997年購入的猛獅24.350所安裝的CR221LD，而同款車身亦應用於城巴同期訂購並成功落戶的斯堪尼亞K94UB樣辦車（2800），由於24.310和K94UB這兩款底盤都是後段高度大幅提高的局部低地台構型，所以兩者的車身佈局大致相同，主要分別是頭幅的設計風格有所差異。九巴接手這兩車後，把車身改噴上九龍巴士標準的香檳金塗裝及重新粉飾車廂，扶手為紅色，而原有的LITE Vision的電子顯示屏和Transit Seatings座椅都獲保留，只是將座椅更換為粉紅色外皮及在上層前排座椅加裝安全帶。該兩輛巴士於2002年投入服務，2018年4月16日全數退役。
九龍巴士同時向猛獅車廠加訂15輛猛獅24.310（AMN31-33、36-47），除了交由澳洲傲群車廠安裝CR223LD車身外，它們換上符合歐盟三期規格的MAN D2866-LOH27柴油引擎，扭力增至1400Nm，令巴士的性能更為強悍。車身方面，新造的CR223LD車身外觀與先前兩輛被城巴棄訂的同廠產品大致相同，但車身配備則按照九龍巴士的要求，採用Hanover電子顯示屏，安裝黃色扶手及德國Vogelsitze品牌的座椅，樓梯從車身中間前移至駕駛室的後方，前軸輪拱不設座椅，中軸及尾軸上的反向座椅取消，所有座椅均面向車頭。
九龍巴士Volgren車身之猛獅24.310於2016年12月全數更換LED光管照明。

#### 退役
隨著他們的車齡漸高，第一架AMN的AMN1（JL1989）於2018年1月16日正式退役，而其他2000年出牌的Berkhof猛獅將於年內直接退役。
當中AMN14（JM4317）在2017年8月11日因交通意外而不獲復修提早退役，以及AMN21（JU3416）因機件問題而提早於2017年12月27日正式退役。
至於AMN46（KR9497）則因機件問題於2018年1月2日正式退役，成為首輛退役配Volgren車身的猛獅24.310。
九龍巴士剩下在役的AMN已於2018年6月28日全數退役，最後1部配Volgren車身的AMN42（KR6983）已於同年6月23日晚完成259D行程後正式退役。至於配Berkhof車身的AMN則於2018年6月28日晚上分別完成61M及61X行程後正式退役。AMN27／JV1681於2018年6月29日凌晨行走員工接送車，成為最後一架在役的 AMN。隨著AMN27/JV1681的退役，象徴著猛獅 24.310已經全數退出九龍巴士旗下車隊。

## 外部連結
- 香港巴士大典上的相关条目：猛獅24.310